# BMW Z8
BMW Z8是德國的汽車生產商BMW在2000年到2003年期間制造銷售的跑車款式。編號E52。全鋁合金底盤與車身，配備4.9升V8引擎，400匹馬力性能，有6速手排但無自排變速箱可選配。Alpina的Z8車款則是BMW ALPINA Roadster V8 Limited Edition使用4.8升引擎配5速自排。
Z8的設計參考了在1956年到1959年期間生產的BMW 507，由南加利福尼亞的設計中心設計。Z8為限量生產車型，到2003年，共生產5,703輛。
BMW Z8也是007系列電影中的黑日危機（1999年上映）中邦德的座駕。不過在影片中，Z8後來被切成兩半。